# Pimelodella vittata
Pimelodella vittata är en fiskart som först beskrevs av Lütken, 1874.  Pimelodella vittata ingår i släktet Pimelodella och familjen Heptapteridae. Inga underarter finns listade i Catalogue of Life.